# Zdzisław Ochocki
Zdzisław Ochocki (ur. 30 lipca 1926 w Tomaszowie Mazowieckim) – polski działacz czerwonokrzyski.

## Życiorys
Odbył służbę wojskową i w 1949 znalazł zatrudnienie w tomaszowskim biurze Polskiego Czerwonego Krzyża. Wkrótce został jego kierownikiem i pozostawał na tym stanowisku do 1974. Był inicjatorem powstania przychodni PCK i pogotowia ratunkowego w Tomaszowie Mazowieckim. Był honorowym krwiodawcą i rozwijał tę ideę na terenie szkół i zakładów pracy. Został członkiem NSZZ Solidarność i był internowany w stanie wojennym.

## Odznaczenia
Został odznaczony:
- Odznaką Honorową PCK III stopnia (1963),
- Pamiątkowym Medalem 50-lecia PCK,
- Honorową Odznaką Województwa Łódzkiego (1969),
- Brązowym Krzyżem Zasługi,
- Srebrnym Krzyżem Zasługi (1974)[1].